# Dobropillský rajón
Dobropillský rajón (ukrajinsky Добропільський район) byl rajón v Doněcké oblasti na Ukrajině. Hlavním městem byla Dobropillja a rajón měl přibližně 16 tisíc obyvatel. 

## Sídla v rajónu
- Dobropillja
- Svjatohorivka